# Distrito de Pueblo Nuevo (Ica)
El distrito de Pueblo Nuevo es uno de los catorce distritos peruanos que forman la provincia de Ica en el departamento de Ica, bajo la administración del Gobierno regional de Ica.

## Historia
El distrito de Pueblo Nuevo fue creado mediante Ley del 30 de enero de 1871, en el  gobierno del presidente José Balta.

## Geografía
- Ríos: Ica.
- Lagunas: Huacachina.

## Autoridades

### Municipales
- 2022 - 2026[1]
  - Alcalde: Hebert Edgardo González arcos periodo *2022 -2026
  - Partido alianza para el progreso

- - 2020-2022
  - Alcalde: Martín Esmith Ravello Morales, Del Partido Obras Por La Modernidad (G).
- 2019 - 2020[1]
  - Alcalde: Nancy Elizabeth Navarro Anyarin, Del Partido Obras Por La Modernidad (G).†
- 2015 - 2018[1]
  - Alcalde: Humberto Sandro Chávez Medrano, Del Partido Fuerza Popular (K).
  - Regidores: Cesar Cordova (Fuerza Popular), Rosario Espino (Fuerza Popular), Lily Benites (Fuerza Popular), Jean Pier Ramos (Fuerza Popular) y José Falconí (Vamos Perú).
- 2003 - 2014
  - Alcalde: Julio Fredy Condorí Flores.

### Religiosas
- 2007 -  : Héctor Vera Colona, Obispo católico.

## Festividades
- San Antonio de Padua.
- Virgen del Carmen.